# سيتي بنك
سيتي بانك (بالإنجليزية: Citibank)‏ أحد أكبر المصارف في العالم، تأسس عام 1812. وهو الذراع المصرفي لمجموعة سيتي غروب. ويعمل في أكثر من 100 بلد حول العالم. ويعتبر مع مجموعة سيتي غروب أكبر مصرف من ناحية الودائع في الولايات المتحدة متبوعاً بـ مصرف أوف أمريكا وجي بي مورغان تشيس.

تتركز أكثر من نصف مكاتبه في كل من نيويورك، شيكاغو، لوس أنجلوس، سان فرانسيسكو، ميامي. ويسعى المصرف إلى توسيع دائرة عملائه في كل من بوسطن، فيلادلفيا، هيوستن، دالاس، وواشنطن، لكن كانت درجات نجاحها متباينة.

## سيتي بانك
تأسس في عام 1812 تحت مسمى سيتي بانك أوف نيويورك، ودخل في النظام المصرفي الأمريكي عام 1863 وتم تغيير اسمه إلى ناشيونال سيتي بانك بعدها بخمس أعوام

وكان أول مصرف أمريكي يتوسع في الأرجنتين عندما أسس فرعه في بيونس آيرس عام 1914.

## الأزمة المالية العالمية
ويذكر أن المصرف أعلن عن خسائر تتجاوز 8 مليار دولار بعد إعلان خسائر ميريل لينش في أزمة الرهون العقارية.